# Niwnoje
Niwnoje (ros. Нивное) – wieś (sieło) w Rosji, w obwodzie briańskim, w rejonie suraskim. W 2010 liczyła 837 mieszkańców.